# Elezioni parlamentari in Finlandia del 2003
Le elezioni parlamentari in Finlandia del 2003 si tennero il 16 marzo per il rinnovo dell'Eduskunta. Esse hanno visto la vittoria del Partito di Centro di Anneli Jäätteenmäki, che è divenuta Ministro capo. Tuttavia, dopo solo due mesi dalla sua designazione, a seguito dello scandalo noto come Iraq-gate, è stata sostituita da Matti Vanhanen, dello stesso partito.

## Risultati
| Liste                                | Voti      | %     | Seggi |
| ------------------------------------ | --------- | ----- | ----- |
| Partito di Centro Finlandese         | 689 391   | 24,69 | 55    |
| Partito Socialdemocratico Finlandese | 683 223   | 24,47 | 53    |
| Partito di Coalizione Nazionale      | 517 904   | 18,55 | 40    |
| Alleanza di Sinistra                 | 277 152   | 9,93  | 19    |
| Lega Verde                           | 223 564   | 8,01  | 14    |
| Democratici Cristiani Finlandesi     | 148 987   | 5,34  | 7     |
| Partito Popolare Svedese             | 128 824   | 4,61  | 8     |
| Veri Finlandesi                      | 43 816    | 1,57  | 3     |
| Altri                                | 78 896    | 2,83  | 1     |
| Totale                               | 2 791 757 | 100   | 200   |